# ハンス・アルヴェーン
- ハネス・アルベーン
- ハンネス・アルヴェーン
- ハンス・アルヴェーン

ハンネス・アルヴェーン（Hannes Olof Gösta Alfvén スウェーデン語: [alˈveːn], 1908年5月30日 - 1995年4月2日）は、スウェーデンの地球物理学者・物理学者である。ハネス・アルベーンともいう。

## 来歴
スウェーデンのノーショーピング生まれ。1934年にウプサラ大学からPh.D.を取得。同年から母校で物理学の教鞭を執り、1940年にスウェーデン王立工科大学の教授となった。
磁場中の伝導性流体においては、通常の流体とは異なり、縦波だけでなく横波（アルヴェーン波、アルベン波ともいう）も伝播しうることを明らかにするなど、プラズマ物理学の一つの基盤である磁気流体力学の基礎を築いた。1970年にノーベル物理学賞を受賞した。
そのほか、磁気圏中の荷電粒子の運動の研究など、磁気圏・電離圏物理学の基礎となる様々な研究成果を挙げた。ビッグバン・モデルに基づく標準的宇宙論に対して、プラズマ宇宙論を提唱した。
叔父に作曲家のヒューゴ・アルヴェーンがいる（スウェーデンを代表する国民楽派の作曲家）。

## 主な受賞歴
- 1967年 王立天文学会ゴールドメダル
- 1970年 ノーベル物理学賞
- 1971年 フランクリン・メダル
- 1979年 ディラック・メダル
- 1988年 ウィリアム・ボウイ・メダル